# Arūshkī-ye Pā'īn
Arūshkī-ye Pā'īn (persiska: Arūshkī-ye Pā’īn, Arashkī, ارشکی) är en ort i Iran.   Den ligger i provinsen Gilan, i den nordvästra delen av landet, 190 km nordväst om huvudstaden Teheran. Arūshkī-ye Pā'īn ligger 1 420 meter över havet och antalet invånare är 233.
Terrängen runt Arūshkī-ye Pā'īn är kuperad åt sydost, men åt nordväst är den bergig. Terrängen runt Arūshkī-ye Pā'īn sluttar norrut. Runt Arūshkī-ye Pā'īn är det ganska tätbefolkat, med 155 invånare per kvadratkilometer. Närmaste större samhälle är Deylamān, 3,1 km nordost om Arūshkī-ye Pā'īn. Trakten runt Arūshkī-ye Pā'īn består i huvudsak av gräsmarker.